# Machine Men
Machine Men est un groupe de heavy metal finlandais. Il est composé de Toni « Antony » Parviainen (chanteur), Turbo J-V (guitare) (anciennement Funeris Nocturnum, Atakhama ou Palmcut), Jani Noronen (guitare), Eero Vehniäinen (guitare basse) et Jarno Parantainen (batterie). Leur style musical est semblable à celui d'Iron Maiden.

## Biographie
Machine Men est formé en 1998 en tant que groupe de reprises d'Iron Maiden. Il se compose de Jarno Parantainen, Toni Parviainen, Eero Vehniäinen et Jani Noronen, ils ont débuté sur la pochette du groupe Iron Maiden. En automne 1998, le brillant guitariste Turbo JV rejoint le groupe. À la suite de ça, le groupe a pu commencer à faire ses propres chansons. Le groupe réussit à faire deux démos. 
En raison du service militaire, le groupe doit faire une pause en 2001. Une fois leur service militaire terminé, le groupe signe en décembre avec le label finlandais Dynamic Arts Records et sort un EP homonyme intitulé Machine Men où il y a des chansons d'Iron Maiden réinterprétées telle que Aces High puis le groupe décide de faire une tournée en Finlande. En juin 2003, le groupe enregistre en studio leur premier album intitulé Scars and Wounds. Il sort dans le monde en février 2004. Grâce à la bonne prestation de leur album, le groupe décide d'enregistrer un nouvel album après leur tournée. À la fin de l'année, le groupe commence à enregistrer leur second album. Auparavant, le groupe signe un nouveau contrat de Century Media.
Le nouvel album paraît en août 2005 et s'appelle Elegies. Dans le nouvel album, il contient Freak, une version solo de Bruce Dickinson, le chanteur d'Iron Maiden. En outre, cet album obtient à nouveau de bonnes critiques. En septembre 2006, le groupe commence l'enregistrement de leur troisième album. Le groupe publie son troisième album, Circus of Fools, en 2007. Il atteint la 8e place des classements finlandais. Le single No Talk Without the Giant, qui s'accompagne d'un clip vidéo, débute deuxième des classements finlandais. 
En janvier 2008, Machine Men sont confirmés au Wacken Open Air festival, du 31 juillet au 2 août 2008 en Allemagne. En avril 2008, le groupe est annoncé aux côtés de Dio au Club Teatria d'Oulu, en Finlande, le 6 juin la même année. Machine Men annoncent leur séparation au début de 2011, après un moment de silence.

## Discographie

### Albums studio
- 2004 : Scars and Wounds
- 2005 : Elegies
- 2007 : Circus of Fools

### Singles
- 2005 : Falling
- 2007 : No Talk Without the Giant

### EP
- 2002 : Machine Men